# Michael Folorunsho
Michael Ijemuan Folorunsho (Roma, 7 febbraio 1998) è un calciatore italiano, centrocampista del Cagliari, in prestito dal Napoli.

## Biografia
Nato a Roma, i suoi genitori sono di origini nigeriane.

## Caratteristiche tecniche
Centrocampista capace di attaccare e difendere, gioca principalmente come mezzala ma, grazie alle sue abilità negli inserimenti e una buona lucidità sotto rete, può essere schierato anche come trequartista. Tecnico, rapido e agile, può giocare all'occorrenza anche come mediano. Si distingue anche per essere pericoloso nei tiri dalla distanza e nel gioco aereo.

## Carriera

### Club

#### Gli inizi
Cresciuto nelle giovanili della Lazio, nel 2017 passa alla Virtus Francavilla. Il 30 luglio dello stesso anno debutta da professionista nella partita vinta per 3-1 contro l'Imolese, valida per il primo turno della Coppa Italia. Il 26 agosto successivo esordisce in Serie C, giocando gli ultimi 25 minuti dell'incontro pareggiato 1-1 con il Lecce. Il 25 febbraio 2018, invece, realizza la prima rete in campionato, e in carriera, ai danni del Sicula Leonzio. Conclude la stagione con 31 presenze totali.
Nel 2018-2019 ottiene il posto da titolare, segnando subito un gol alla seconda giornata di Serie C contro il Rieti, utile tra l'altro per il 2-1 finale. Si ripete poi sei volte, rispettivamente con Reggina, Rende, Sicula Leonzio, Vibonese, Trapani e Monopoli. A fine annata, colleziona 35 partite in tutte le competizioni.

#### Napoli e vari prestiti
Il 15 luglio 2019 viene acquistato per un milione di euro dal Napoli, che lo gira subito in prestito annuale al Bari, sempre in Serie C. Il 13 ottobre debutta con i pugliesi nel match vinto 2-0 contro la Ternana. Complice qualche problema fisico e la forte concorrenza, ottiene solo 15 presenze, di cui 13 in campionato.
Passa quindi in prestito alla Reggina, in Serie B. Il 30 settembre 2020 debutta da titolare nella sfida di Coppa Italia vinta per 1-0 sul Teramo mentre, il 17 ottobre, gioca il secondo tempo della terza giornata di campionato pareggiata 1-1 con la Virtus Entella. Sette giorni dopo realizza il primo gol con gli amaranto ai danni del Pordenone (2-2). Utilizzato come trequartista dall'allenatore Marco Baroni, al termine della stagione accumula 32 partite e 6 reti in tutte le competizioni.
Il 10 agosto 2021 viene nuovamente ceduto in prestito in cadetteria, questa volta al Pordenone. Tre giorni dopo, nell'incontro di Coppa Italia perso per 1-3 contro lo Spezia, segna su rigore la sua prima rete in maglia neroverde. Il calciatore rimane al club friulano fino al 31 gennaio 2022, collezionando complessivamente 17 presenze e tre reti; in seguito alla rescissione del prestito, viene nuovamente girato alla Reggina. Il 5 febbraio seguente parte da titolare nel match di Serie B disputato e perso in casa della Ternana (2-0).
Il 26 luglio 2022 passa in prestito al Bari neopromosso in Serie B, tornando così a vestire la maglia biancorossa dopo due stagioni. La seconda esperienza con i galletti è decisamente più fortunata della prima visto che ha realizzato 8 gol in 27 presenze, contribuendo al raggiungimento del terzo posto in classifica del Bari.
Tornato al Napoli dopo la fine del prestito al Bari, il 16 agosto 2023 viene ceduto in prestito al Verona, in Serie A, dove ritrova come allenatore Marco Baroni, che lo aveva allenato nella seconda metà della sua prima esperienza alla Reggina. Tre giorni dopo esordisce in massima serie, giocando da titolare la partita in casa dell'Empoli, vinta per 1-0. Titolare sin da subito dei gialloblù, il successivo 5 novembre segna la sua prima rete in Serie A, l'unica della sconfitta dei veneti contro il Monza per 1-3. Grazie alle ottime prestazioni fornite e ai 5 gol realizzati in 34 partite contribuisce alla salvezza del club. Tra le sue reti si segnalano quelle realizzate alla Juventus (2-2) – con un gran tiro da fuori area – e negli scontri salvezza vinti in trasferta contro Lecce (0-1) e Salernitana (1-2); quest'ultimo successo fornisce la matematica salvezza ai veneti.
A fine stagione fa ritorno a Napoli, venendo confermato nella rosa per la stagione 2024-2025. Il 21 settembre 2024 fa il suo esordio in maglia azzurra, in occasione del pareggio per 0-0 sul campo della Juventus, subentrando al 73' a Matteo Politano.
L'11 gennaio 2025 viene ceduto alla Fiorentina in prestito oneroso per un milione di euro, con opzione di riscatto fissata a 9 milioni. Due giorni dopo fa il suo debutto in maglia viola, subentrando ad Amir Richardson nel secondo tempo della gara persa per 2-1 sul campo del Monza. Al termine della stagione non viene riscattato e fa ritorno al Napoli.
Il 24 luglio 2025 passa al Cagliari in prestito oneroso per 500.000 euro, con diritto di riscatto fissato a 8 milioni.

### Nazionale
Nel marzo del 2024 Folorunsho riceve la sua prima convocazione in nazionale dal CT Luciano Spalletti, in vista degli incontri amichevoli contro Venezuela ed Ecuador. Nel maggio dello stesso anno viene incluso nella lista dei pre-convocati per il campionato d'Europa 2024, venendo infine confermato nella rosa finale, e diventando così il primo giocatore del Verona ad essere convocato per un Europeo. Il 9 giugno seguente, a 26 anni, debutta in nazionale, subentrando a Davide Frattesi al 76º minuto dell'amichevole vinta per 1-0 contro la Bosnia ed Erzegovina. Successivamente scende in campo nei minuti di recupero della prima gara dell'Europeo, vinta per 2-1 contro l'Albania.

## Statistiche

### Presenze e reti nei club
Statistiche aggiornate al 16 agosto 2025.
| Stagione                  | Squadra                   | Campionato                | Campionato | Campionato | Coppe nazionali | Coppe nazionali | Coppe nazionali | Coppe continentali | Coppe continentali | Coppe continentali | Altre coppe | Altre coppe | Altre coppe | Totale | Totale |
| Stagione                  | Squadra                   | Comp                      | Pres       | Reti       | Comp            | Pres            | Reti            | Comp               | Pres               | Reti               | Comp        | Pres        | Reti        | Pres   | Reti   |
| ------------------------- | ------------------------- | ------------------------- | ---------- | ---------- | --------------- | --------------- | --------------- | ------------------ | ------------------ | ------------------ | ----------- | ----------- | ----------- | ------ | ------ |
| 2017-2018                 | Virtus Francavilla        | C                         | 28         | 1          | CI+CI-C         | 2+1             | 0               | -                  | -                  | -                  | -           | -           | -           | 31     | 1      |
| 2018-2019                 | Virtus Francavilla        | C                         | 33         | 7          | CI+CI-C         | 1+1             | 0               | -                  | -                  | -                  | -           | -           | -           | 35     | 7      |
| Totale Virtus Francavilla | Totale Virtus Francavilla | Totale Virtus Francavilla | 61         | 8          |                 | 5               | 0               |                    | -                  | -                  |             | -           | -           | 66     | 8      |
| 2019-2020                 | Bari                      | C                         | 12+1       | 0          | CI-C            | 2               | 0               | -                  | -                  | -                  | -           | -           | -           | 15     | 0      |
| 2020-2021                 | Reggina                   | B                         | 30         | 6          | CI              | 2               | 0               | -                  | -                  | -                  | -           | -           | -           | 32     | 6      |
| 2021-gen. 2022            | Pordenone                 | B                         | 16         | 2          | CI              | 1               | 1               | -                  | -                  | -                  | -           | -           | -           | 17     | 3      |
| gen.-giu. 2022            | Reggina                   | B                         | 15         | 2          | CI              | -               | -               | -                  | -                  | -                  | -           | -           | -           | 15     | 2      |
| Totale Reggina            | Totale Reggina            | Totale Reggina            | 45         | 8          |                 | 2               | 0               |                    | -                  | -                  |             | -           | -           | 47     | 8      |
| 2022-2023                 | Bari                      | B                         | 27+3       | 8+0        | CI              | 2               | 1               | -                  | -                  | -                  | -           | -           | -           | 32     | 9      |
| Totale Bari               | Totale Bari               | Totale Bari               | 43         | 8          |                 | 4               | 1               |                    | -                  | -                  |             | -           | -           | 47     | 9      |
| 2023-2024                 | Verona                    | A                         | 34         | 5          | CI              | 0               | 0               | -                  | -                  | -                  | -           | -           | -           | 34     | 5      |
| 2024-gen. 2025            | Napoli                    | A                         | 6          | 0          | CI              | 1               | 0               | -                  | -                  | -                  | -           | -           | -           | 7      | 0      |
| gen.-giu. 2025            | Fiorentina                | A                         | 14         | 0          | CI              | 0               | 0               | UECL               | 5                  | 0                  | -           | -           | -           | 19     | 0      |
| 2025-2026                 | Cagliari                  | A                         | -          | -          | CI              | 1               | 0               | -                  | -                  | -                  | -           | -           | -           | 1      | 0      |
| Totale carriera           | Totale carriera           | Totale carriera           | 219        | 31         |                 | 14              | 2               |                    | 5                  | 0                  |             | -           | -           | 238    | 33     |

### Cronologia presenze e reti in nazionale
| Cronologia completa delle presenze e delle reti in nazionale ― Italia | Cronologia completa delle presenze e delle reti in nazionale ― Italia | Cronologia completa delle presenze e delle reti in nazionale ― Italia | Cronologia completa delle presenze e delle reti in nazionale ― Italia | Cronologia completa delle presenze e delle reti in nazionale ― Italia | Cronologia completa delle presenze e delle reti in nazionale ― Italia | Cronologia completa delle presenze e delle reti in nazionale ― Italia | Cronologia completa delle presenze e delle reti in nazionale ― Italia |
| Data                                                                  | Città                                                                 | In casa                                                               | Risultato                                                             | Ospiti                                                                | Competizione                                                          | Reti                                                                  | Note                                                                  |
| --------------------------------------------------------------------- | --------------------------------------------------------------------- | --------------------------------------------------------------------- | --------------------------------------------------------------------- | --------------------------------------------------------------------- | --------------------------------------------------------------------- | --------------------------------------------------------------------- | --------------------------------------------------------------------- |
| 9-6-2024                                                              | Empoli                                                                | Italia                                                                | 1 – 0                                                                 | Bosnia ed Erzegovina                                                  | Amichevole                                                            | -                                                                     | 76’                                                                   |
| 15-6-2024                                                             | Dortmund                                                              | Italia                                                                | 2 – 1                                                                 | Albania                                                               | Euro 2024 - 1º turno                                                  | -                                                                     | 90+2’                                                                 |
| Totale                                                                |                                                                       | Presenze                                                              | 2                                                                     |                                                                       | Reti                                                                  | 0                                                                     |                                                                       |